# تشيو ستوك
تشيو ستوك هي قرية صغيرة وأبرشية مدنية في وادي تشيو الثرية، في سومرست، إنجلترا، على بعد حوالي 8 ميل (13 كـم) جنوب بريستول و 10 أميال شمال ويلز. تقع على الحافة الشمالية لتلال منديب، وهي منطقة تم تصنيفها من قبل المملكة المتحدة كمنطقة ذات جمال طبيعي متميز، وتقع ضمن الحزام الأخضر في بريستول وباث. تتضمن الرعية قرية بريتش هيل، التي تبعد حوالي 2 ميل (3.2 كـم) عن المدينة جنوب غرب تشيو ستوك نفسها.
تتمتع مدينة تشيو ستوك بتاريخ طويل، كما يتضح من عدد ونطاق المباني المدرجة في قائمة التراث. تقع القرية في الطرف الشمالي لبحيرة تشيو فالي، التي تم إنشاؤها في الخمسينيات من القرن العشرين، بالقرب من السد ومحطة الضخ ونادي الإبحار ونزل الصيد. يوجد أحد روافد نهر تشيو، الذي ينبع من سترود، ويمر عبر القرية.
يبلغ عدد سكان المدينة 1,038 نسمة، ويخدمها متجر واحد، وحانة عامة عاملة، ومدرسة ابتدائية، ونادي بولينج. تشكل مع تشيو ماجنا جناح تشيو فالي نورث في السلطة الموحدة لمدينة باث وشمال شرق سومرست. تقع مدرسة Chew Valley ومركز الترفيه المرتبط بها على بعد أقل من ميل (1.6 كم) كم) من تشيو ستوك. تحتوي القرية على بعض مناطق الصناعة الخفيفة ولكنها زراعية إلى حد كبير؛ حيث يتنقل العديد من السكان إلى المدن القريبة للعمل.

## تاريخ

### ما قبل التاريخ
وجدت الحفريات الأثرية التي أجراها فيليب راتز وإرنست جرينفيلد من وزارة الأشغال بين عامي 1953 و1955 أدلة على وجود احتلال بشري واسع النطاق للمنطقة. لقد خلفت الاستيطانات المتتالية، التي امتدت لآلاف السنين من العصر الحجري القديم العلوي، والعصر الحجري الوسيط، والعصر الحجري الحديث ( العصر الحجري القديم والمتوسط والحديث)، إلى العصر البرونزي والعصر الحديدي، العديد من القطع الأثرية. شملت الاكتشافات سكاكين حجرية، وشفرات من الصوان، ورأس هراوة، بالإضافة إلى المباني والمقابر.

### معبد روماني سلتي
تشيو ستوك هو موقع معبد روماني سلتي مزدوج ثماني الأضلاع، ربما كان مخصصًا للإله ميركوري. تم حفر المعبد، الموجود على تلة الوثنيين، على يد فيليب راتز بين عامي 1949 و1951. كان يتألف من جدار داخلي، يشكل الحرم، محاطًا بجدار خارجي يشكل ممرًا مغطى 56.5 قدم (17.2 م). تم بناؤه لأول مرة في أواخر القرن الثالث ولكن تم إعادة بنائه مرتين، وانهار أخيرًا في القرن الخامس. قد يبدو وضع المعبد على ما يعرف الآن باسم تل الوثنيين مناسبًا، ولكن لا يوجد دليل على وجود أي رابط بين وجود المعبد وتسمية الطريق.

### العصور الوسطى
خلال العصور الوسطى، كانت الزراعة هي النشاط الأكثر أهمية في المنطقة، وتستمر الزراعة، سواء الصالحة للزراعة أو الألبان، حتى يومنا هذا. وكانت هناك أيضًا بساتين تنتج فواكه مثل التفاح والكمثرى والخوخ. [5] هناك أدلة على وجود أفران الجير، التي كانت تستخدم في إنتاج الملاط لبناء الكنائس المحلية.
في كتاب Domesday Book لعام 1086، تم إدراج Chew Stoke باسم Chiwestoche ، وتم تسجيلها على أنها تابعة لـ Gilbert fitz Turold. تآمر مع روبرت كيرثوس، دوق نورماندي، ضد الملك ويليام روفوس، وتم الاستيلاء على جميع أراضيه في وقت لاحق. وكان المالك المسجل التالي هو اللورد بيوتشامب من هاتش. أصبح "سيد القصر" عندما سلمه له إيرلز غلوستر، الذين كانوا يتمتعون بحقوق وراثية في تشيو ستوك. وفقًا لستيفن روبنسون، مؤلف كتاب Somerset Place Names ، كانت القرية تُعرف آنذاك باسم Chew Millitus ، مما يشير إلى أنها ربما كانت تمتلك بعض الإمكانات العسكرية. قد يدعم اسم "ستوك"، المشتق من الكلمة الإنجليزية القديمة stoc والتي تعني السور.

### عائلة بيلبي لصناع الأجراس والساعات

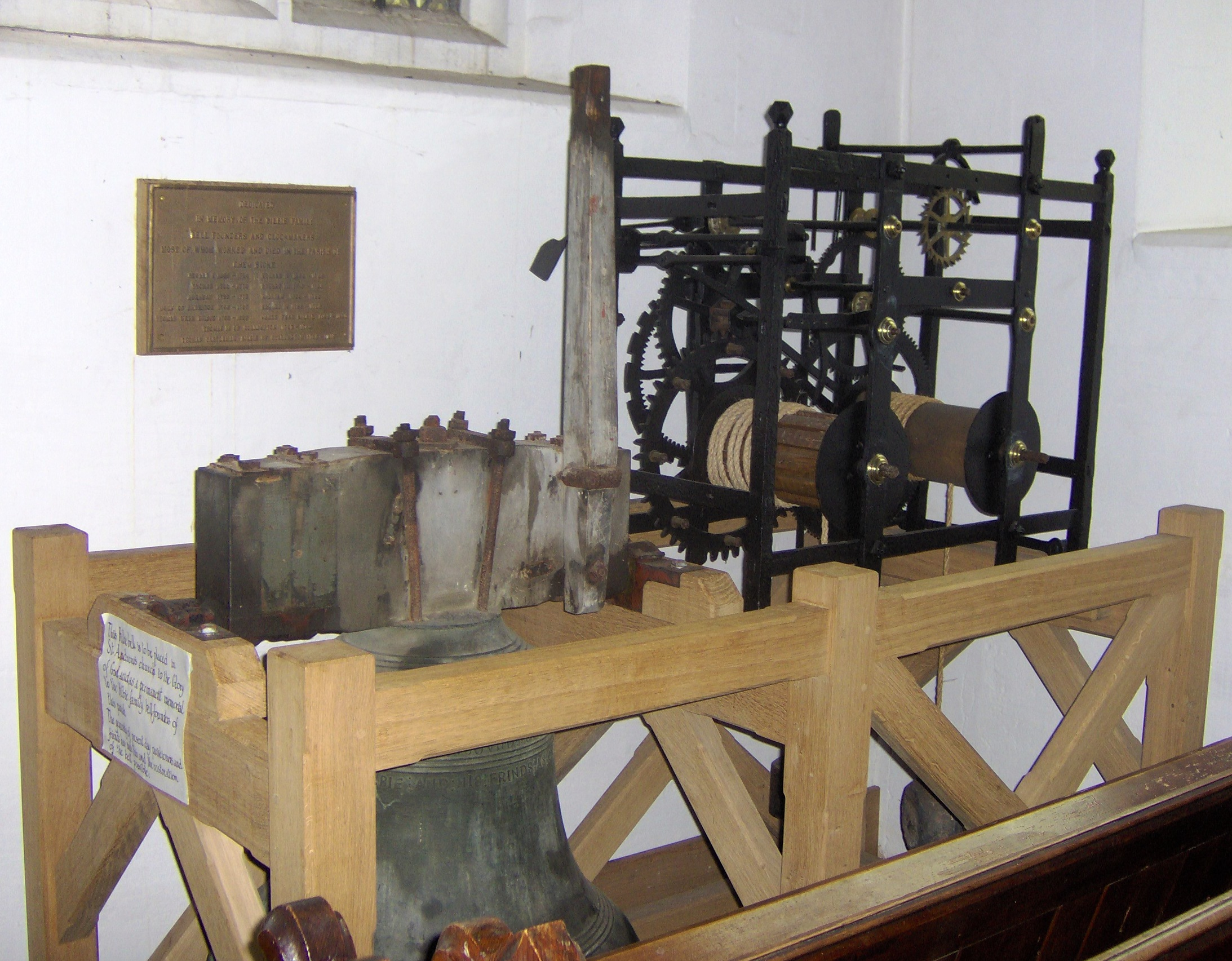
جرس بيلبي وآلية الساعة، محفوظة في كنيسة القديس أندرو كنصب تذكاري للعائلة

عاشت عائلة بيلبي من مؤسسي الأجراس وصناع الساعات وعملت في تشيو ستوك لأكثر من 200 عام، من أواخر القرن السابع عشر حتى القرن التاسع عشر. لقد أنتجوا أكثر من 1350 جرس كنيسة، والتي تم تعليقها في الكنائس في جميع أنحاء غرب البلاد. لا يزال أقدم جرس متبقي، والذي تم نصبه في عام 1698، يقدم الخدمة الجيدة في كنيسة سانت أندرو المحلية. يعود تاريخ أقدم ساعات بيلبي إلى عام 1724 وهي ذات قيمة عالية. إنها في الغالب ساعات طويلة، الأرخص منها مع حركات مدتها 30 ساعة في علب من خشب البلوط المتواضع، ولكن بعضها يحتوي على حركات عالية الجودة مدتها ثمانية أيام مع ميزات إضافية، مثل إظهار المد العالي في أرصفة بريستول. تم تركيب هذه الساعات الأخيرة في صناديق خزانة عالية الجودة وتتمتع بأسعار مرتفعة.

### التاريخ الحديث

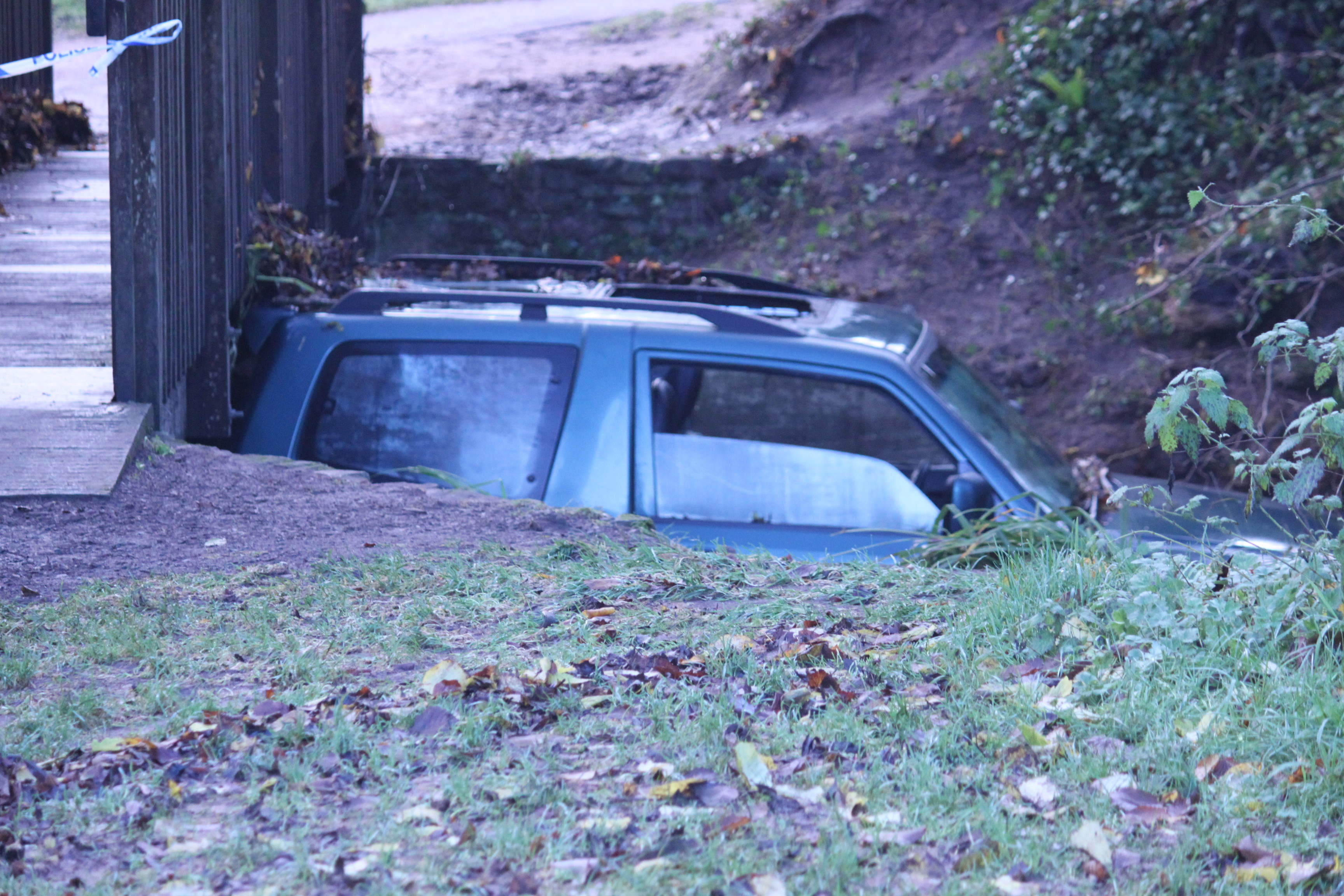
السيارة في تشيو ستوك التي توفي فيها رجل في 22 نوفمبر 2012

في القرن العشرين، توسعت مدينة تشيو ستوك قليلاً مع تدفق السكان من منطقة بحيرة تشيو فالي. تم نقل هؤلاء السكان الجدد إلى تشيو ستوك عندما تم إنشاء البحيرة في الخمسينيات من القرن العشرين. في الحرب العالمية الثانية، تم إيواء 42 طفلاً وثلاثة معلمين، تم إجلاؤهم من مدرسة أفينمور في لندن، في القرية.  في 10 يوليو 1968، هطلت أمطار غزيرة، بلغ منسوبها 175 مليمتر (7 بوصة) سقط أمطار غزيرة على تشيو ستوك، وهو ضعف متوسط هطول الأمطار في المنطقة طوال شهر يوليو، [13] مما أدى إلى فيضانات واسعة النطاق في وادي تشيو، ووصلت المياه إلى الطابق الأول من العديد من المباني.  لم يكن الضرر في تشيو ستوك شديدًا كما كان الحال في بعض القرى المحيطة، مثل بينسفورد ؛ ومع ذلك، فإن المخاوف من اختراق سد بحيرة تشيو فالي تسببت في قدر كبير من القلق.
في 4 فبراير 2001، افتتحت الأميرة آن مشروع تطوير الإسكان الريفي في سالواي كلوز. كل عام، على مدار عطلة نهاية الأسبوع في سبتمبر (عادةً الأول)، يتم عقد "Harvest Home" مع عروض الخيول والحيوانات الأليفة، والفرق الموسيقية، ومعرض ترفيهي ، ووسائل ترفيه أخرى. تم إلغاء Harvest Home في عام 1997 كعلامة احترام بعد وفاة الأميرة ديانا في الأسبوع السابق. تم تحديد موقع مصنع رادفورد، حيث تم تصنيع معدات التبريد سابقًا، كموقع مهجور مناسب للتطوير السكني في مسودة الخطة المحلية لعام 2002 لمدينة باث وشمال شرق سومرست.  وقد أثارت هذه الخطة جدلاً حول موازنة استخدام الأراضي لتلبية الاحتياجات السكنية والاجتماعية والتوظيفية.
خلال شهر نوفمبر 2012، أثرت سلسلة من الفيضانات على العديد من الأجزاء في بريطانيا. في 22 نوفمبر، توفي رجل بعد أن جرفته المياه بسيارته إلى مجرى مائي غمرته المياه في تشيو ستوك وعلقت بجسر صغير.

## الحوكمة

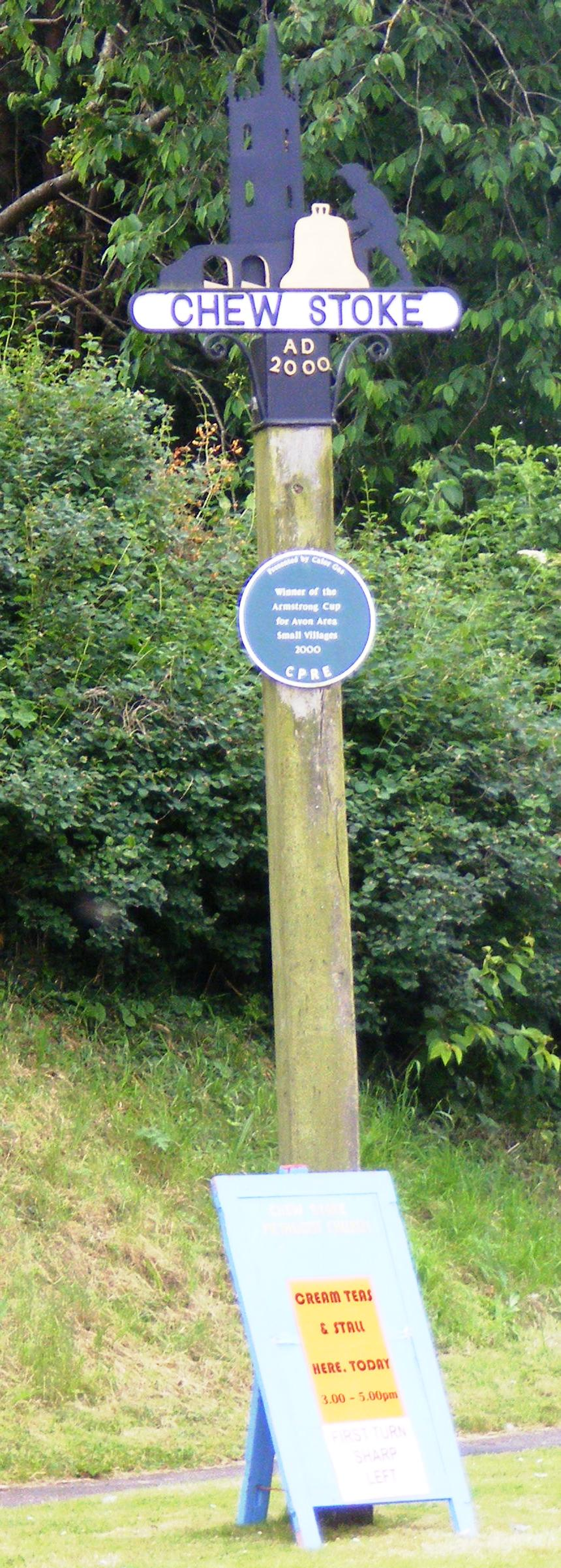
علامة القرية في تشيو ستوك

لدى تشيو ستوك مجلس أبرشيتها الخاص المكون من تسعة أعضاء والمسؤول عن القضايا المحلية، بما في ذلك تحديد مبلغ سنوي (معدل محلي) لتغطية تكاليف تشغيل المجلس وإنتاج حسابات سنوية للتدقيق العام. يقوم مجلس الرعية بتقييم طلبات التخطيط المحلية ويعمل مع الشرطة المحلية ومسؤولي المجلس المحلي ومجموعات مراقبة الأحياء في مسائل الجريمة والأمن وحركة المرور. ويشمل دور المجلس أيضًا المبادرة إلى مشاريع صيانة وإصلاح مرافق الرعية، فضلاً عن التشاور مع المجلس المحلي بشأن صيانة وإصلاح وتحسين الطرق السريعة والصرف الصحي والأرصفة ووسائل النقل العام وتنظيف الشوارع. وتقع أيضًا مسؤولية مسائل الحفاظ على التراث (بما في ذلك الأشجار والمباني المدرجة) والقضايا البيئية على عاتق المجلس.
القرية هي جزء من جناح تشيو فالي في السلطة الموحدة لمدينة باث وشمال شرق سومرست، والتي تقع على عاتقها مسؤولية أوسع لتوفير الخدمات مثل التعليم وجمع القمامة والسياحة. يمثل المنطقة حاليًا المستشاران آنا بوكس وديفيد هاردينج، عضوا الحزب الديمقراطي الليبرالي. وهي أيضًا جزء من شمال شرق سومرست وهانهام ، وكانت جزءًا من دائرة جنوب غرب إنجلترا في البرلمان الأوروبي قبل خروج بريطانيا من الاتحاد الأوروبي في يناير 2020.
يتم توفير خدمات الشرطة من قبل شرطة أفون وسومرست مع اثنين من ضباط الدعم المجتمعي وضابط شرطة واحد يغطون منطقة تشيو فالي الأوسع. تتوفر لدى خدمة الإطفاء والإنقاذ في أفون محطة إطفاء في تشيو ماجنا.

## الجغرافيا
تحيط بمنطقة تشيو ستوك الأراضي الصالحة للزراعة ومزارع الألبان على أرض وادي تشيو. تقع على طول رافد سترود بروك لنهر تشيو ، على الجانب الشمالي الغربي من بحيرة تشيو فالي. وفي حين تم تطهير مساحة كبيرة من المنطقة للزراعة، فإن الأشجار تصطف على طول الرافد والعديد من الطرق. تم بناء القرية على طول الطريق الرئيسي، طريق بريستول، الذي يمتد من الشمال الشرقي إلى الجنوب الغربي. يقع مركز أقدم على طول طريق Pilgrims Way، الذي يمتد على طريق Bristol Road، ويتميز بجسر حجري قديم للخيول - مخصص للمشاة الآن - وجسر أيرلندي يعود تاريخه إلى الخمسينيات من القرن العشرين، ويُستخدم كمعبر في الشتاء. الجسر هو 7 قدم 6 بوصة (2.29 م) عرضًا ويبلغ 36 بوصة (910 مـم) حواجز.  تصطف المنازل على جانبي هذين الطريقين، مع وجود أزقة سكنية مسدودة وأزقة تمتد منها.
تقع مدينة تشيو ستوك على بعد حوالي 8 ميل (13 كـم) جنوب بريستول، 10 ميل (16 كـم) شمال ويلز ، 15 ميل (24 كـم) غرب مدينة باث ، 17 ميل (27 كـم) شرق ويستون سوبر ماري ، و 9 ميل (14 كـم) جنوب غرب كينشام. إنه 1.3 ميل (2.1 كـم) جنوب Chew Magna على الطريق B3130 الذي يربط بين الطريقين A37 و A38. يعبر الطريق A368 الوادي غرب البحيرة. يوفر خط الحافلات رقم 672/674 "Chew Valley Explorer"، الذي يعمل من محطة حافلات بريستول إلى تشيدر، إمكانية الوصول إلى وسائل النقل العام. يتم تشغيل هذه الخدمة بواسطة حافلات CT وEurotaxis  ويتم دعمها من قبل مجلس مدينة باث وشمال شرق سومرست. في عام 2002، تم إنشاء طريق 1.9-ميل (3.1 كـم)تم افتتاح مسار للدراجات، وهو مسار Chew Lake West Green Route، حول الجزء الغربي من البحيرة من Chew Stoke وهو يشكل جزءًا من طريق بادستو إلى بريستول ويست كانتري، وطريق شبكة الدراجات الوطنية رقم 3. يحتوي هذا الموقع على سطح مناسب لجميع الأحوال الجوية، مما يوفر مرفقًا سلسًا للطرق الوعرة للمتنزهين والزوار من ذوي الاحتياجات الخاصة وراكبي الدراجات من جميع القدرات. تم توفير التمويل من قبل مجلس مدينة باث وشمال شرق سومرست، بدعم من Sustrans وChew Valley Recreational Trail Association ويتم أيضًا استخدام الطرق الفرعية المحيطة بالبحيرة بشكل متكرر من قبل راكبي الدراجات. يقع مطار بريستول على بعد حوالي 10 ميل (16 كـم) بعيدًا، ومحطات القطار الأقرب هي Keynsham ، وBath Spa ، و Bristol Temple Meads.

## التركيبة السكانية
بلغ عدد سكان تشيو ستوك، وفقًا لتعداد عام 1801، 517 نسمة. ارتفع هذا العدد ببطء خلال القرن التاسع عشر ليصل إلى حده الأقصى وهو 819، ولكنه انخفض إلى حوالي 600 بحلول نهاية القرن. ظل عدد السكان مستقرًا إلى حد ما حتى الحرب العالمية الثانية. خلال النصف الأخير من القرن العشرين، ارتفع عدد سكان القرية إلى 905 نسمة. البيانات الخاصة بفترة 1801-1971 متاحة في Britain Through Time؛ والبيانات الخاصة بفترة 1971-2001 متاحة في BANES (تعداد 2011) يقدم تعداد عام 2001 معلومات مفصلة عن جناح  Chew Valley North، والذي يشمل كل من Chew Magna وChew Stoke. بلغ عدد سكان المنطقة 2307 نسمة، يعيشون في 911 أسرة، بمتوسط عمر 42.3 سنة. ومن بين هؤلاء، وصف 77% من السكان صحتهم بأنها "جيدة"، و21% من الأشخاص الذين تتراوح أعمارهم بين 16 و74 عاماً ليس لديهم مؤهلات عمل، وكان معدل البطالة في المنطقة 1.3%. في مؤشر الحرمان المتعدد لعام 2004، احتلت المنطقة المرتبة 26243 من بين 32482 منطقة في إنجلترا، حيث كان الرقم 1 هو الأكثر حرمانًا و32482 هو الأقل حرمانًا.  يوجد عدد صغير من المباني الصناعية / الحرفية الخفيفة في "ورش عمل Fairseat"، والتي كانت في السابق موقعًا لمصنع ألبان. ومع ذلك، فإنها توفر فرص عمل قليلة، ويضطر العديد من السكان إلى التنقل إلى وظائفهم في المدن القريبة. زاد عدد السكان منذ ذلك الحين؛ ففي تعداد عام 2011، تم تسجيل 991 مقيمًا، و1038 في تعداد عام 2021.
| سنة  | 1801 | 1811 | 1821 | 1831 | 1841     | 1851 | 1861 | 1871 | 1881 | 1891 |
| ---- | ---- | ---- | ---- | ---- | -------- | ---- | ---- | ---- | ---- | ---- |
| سكان | 517  | 524  | 681  | 693  | 825      | 819  | 758  | 693  | 696  | 653  |
| سنة  | 1901 | 1911 | 1921 | 1931 | 1941     | 1951 | 1961 | 1971 | 1981 | 1991 |
| سكان | 635  | 598  | 622  | 654  | غير متاح | 738  | 819  | 841  | 818  | 866  |
| سنة  | 2001 | 2011 | 2021 |      |          |      |      |      |      |      |
| سكان | 905  | 991  | 1038 |      |          |      |      |      |      |      |

## المعالم

### كنيسة القديس أندرو

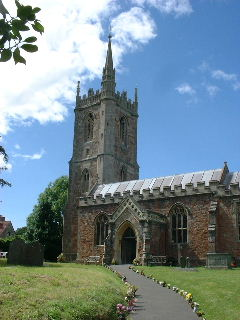
كنيسة سانت أندروز، تشيو ستوك

تم بناء كنيسة سانت أندروز، وهي مبنى مدرج من الدرجة الثانية* على مشارف تشيو ستوك، في القرن الخامس عشر وخضعت لتجديدات واسعة النطاق في عام 1862. تم تزيين الجزء الداخلي من الكنيسة بـ 156 ملاكًا من الخشب والحجر، وتشتمل الكنيسة على برج به حلزوني غير عادي على برج الدرج. في البرج يتم تعليق الأجراس التي صنعتها عائلة بيلبي.  تم نقل صليب موريتون المعاد بناؤه في ساحة الكنيسة إلى هناك عندما غمرت مياه بحيرة تشيو فالي، وقاعدة عمود الصليب، التي يبلغ ارتفاعها حوالي 80 قدم (24 م) جنوب غرب البرج، ويعتقد أنه يعود تاريخه إلى القرن الرابع عشر وهو في حد ذاته مبنى مدرج من الدرجة الثانية، كما هو الحال مع نصب ويب في ساحة الكنيسة. تحتوي بوابة ساحة الكنيسة، عند المدخل الجنوبي الشرقي، على مصباح تم توفيره بالاشتراك العام لإحياء ذكرى يوبيل الملكة فيكتوريا عام 1897 وهو مبنى مدرج من الدرجة الثانية.
توجد في الكنيسة لوحات برونزية تخليداً لذكرى الحادي عشر من السكان المحليين الذين لقوا حتفهم في الحرب العالمية الأولى والستة الذين قتلوا في الحرب العالمية الثانية. هناك أيضًا نافذة من الزجاج الملون تُظهر قديسًا يحمل سيفًا ويقف على ثعبان، وأعلام متقاطعة تخليداً لذكرى أولئك الذين شاركوا في الحرب العالمية الثانية.  يوجد أيضًا لوحة تذكارية لعائلة بيلبي المحلية من مؤسسي الأجراس وصانعي الساعات داخل الكنيسة، وداخل الرواق مباشرة، على يسار باب الكنيسة، يوجد تمثال حجري يحمل مرساة، والتي تم نقلها إلى الكنيسة من والي كورت مع فيضان البحيرة. هناك قصة غير مؤكدة مفادها أن الملكة إليزابيث أعطت هذا لعائلة جيلبرت، التي كانت تعيش في البلاط آنذاك.

### الرعية
يُعتقد أن مبنى الرعية، في نهاية شارع تشيرش لين، مقابل قاعة الكنيسة، قد تم بناؤه في عام 1529 من قبل السير جون باري، القسيس 1524-1546. لقد خضعت منذ ذلك الحين لتجديدات كبيرة، بما في ذلك إضافة برج ساعة للقس WP Wait وتعديلات أخرى حوالي عام 1876 للقس J. Ellershaw.   وتمت إزالة برج الساعة منذ ذلك الحين. يحتوي المبنى على واجهة جنوبية مزخرفة بنقوش دروع تحمل شعار النبالة لعائلة سانت لوي، الذين كانوا ذات يوم من كبار ملاك الأراضي في المنطقة، بمفردهم أو تحت شعارات فيتزبان، وأنسيل، ودي لا ريفير، وماليت. تم تصنيفه في الدرجة الثانية.

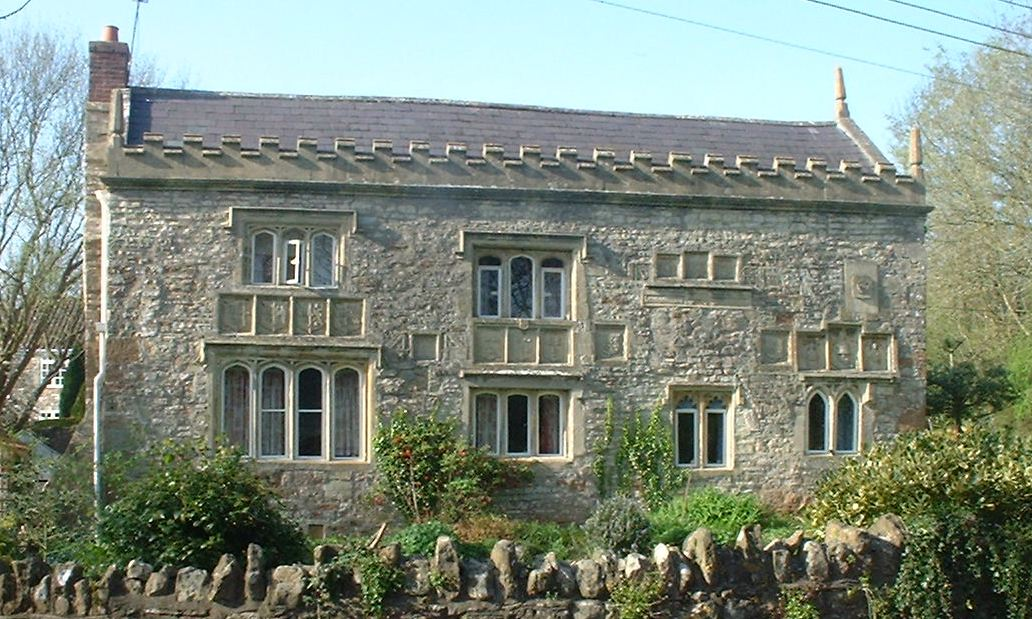
المبنى القديم، الواجهة الجنوبية مع نقوش الدروع

### مقر جديد
قام القس جون إليرشو ببناء المبنى الجديد في سبعينيات القرن التاسع عشر. وكان آخر عميد يشغلها هو ليونيل سانت كلير والدي من عام 1907 إلى عام 1945. ثم تم شراؤها من قبل دوغلاس ويلز، الذي تبرع بها وبالميدان الخاص بها إلى مستشفى وينفورد كمنزل نقاهة لـ 16 طفلاً. تم استخدامه لاحقًا كدار للممرضات قبل بيعه للاستخدام الخاص. وهي الآن مقسمة إلى عدة وحدات سكنية.

### المباني المدرجة في الدرجة الثانية
كما هو الحال مع العديد من المدن والبلدات في المملكة المتحدة، فإن عمر عدد من المباني في تشيو ستوك، بما في ذلك الكنيسة والمدرسة والعديد من المنازل، يعكس التاريخ الطويل للقرية. على سبيل المثال، تضم مدرسة تشيو ستوك حوالي 170 طالبًا تتراوح أعمارهم بين 4 و11 عامًا. بعد سن الحادية عشرة، يذهب معظم التلاميذ إما إلى مدرسة Chew Valley أو إلى أي من المدارس المستقلة في المنطقة. تم بناء هذين المبنيين في عام 1858 على موقع مدرسة خيرية سابقة تأسست عام 1718. وكان المهندس المعماري هو SB Gabriel من بريستول. تم بناء فصول دراسية إضافية في عام 1926، وتم إجراء المزيد من التعديلات والتوسعات في عام 1970.

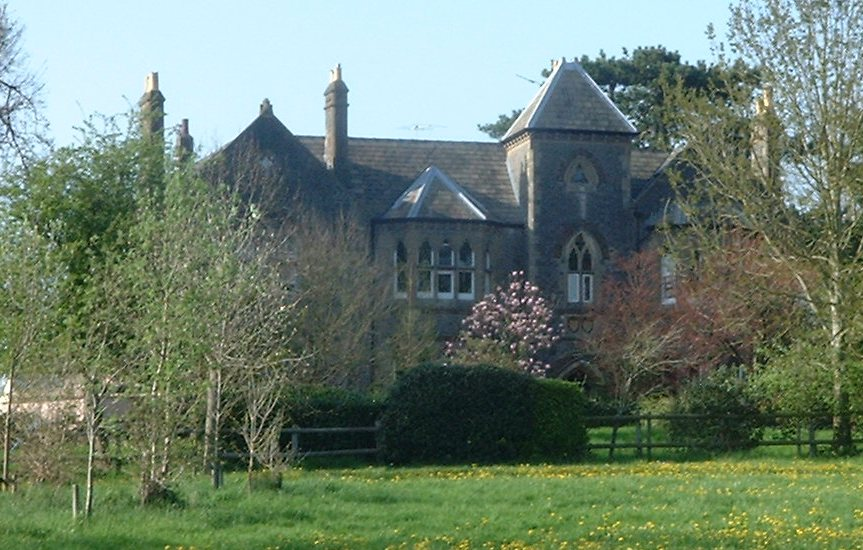
الرعية الجديدة

يقال إن المسلة الموجودة في شارع بريتش هيل، والتي يعود تاريخها إلى أوائل ومنتصف القرن التاسع عشر، تم بناؤها كعلامة على أعمال المياه. تحتوي على قاعدة من الحجر الجيري مربعة الشكل يبلغ ارتفاعها حوالي 3 قدم (1 م) عالية. يبلغ طول المسلة حوالي 32 قدم (10 م) ارتفاعها هرمي الشكل وفتحة صغيرة في الأعلى على جانبين.
تتجلى أهمية الزراعة في عمر العديد من المزارع. يُعتقد أن مزرعة مانور الواقعة في سكوت لين (لا ينبغي الخلط بينها وبين مزرعتين مانور أخريين على الأقل في المنطقة) يعود تاريخها إلى عام 1495، وبالتالي فهي على الأرجح أقدم مبنى في القرية. يشغلها حاليًا (2007) السيد والسيدة سلاتر؛ وقد خضع المبنى مؤخرًا (2002) لتوسعة متعاطفة لدمج حظيرة شبه مهجورة قديمة على المنزل الرئيسي لاستخدامها كمرآب وورشة عمل. السيد سلاتر، وهو مهندس معتمد، مهتم بإعادة فن صناعة الساعات إلى القرية. يعود تاريخ مزرعة  Rookery Farmhouse، في Breach Hill Lane، إلى عام 1720، مع إضافات لاحقة من القرن الثامن عشر على جانبي الجناح الخلفي المركزي، كإسطبل متصل، 20 قدم (6 م) شمال شرق المزرعة، وهو أيضًا مبنى مدرج من الدرجة الثانية. [45]  يعود تاريخ مزرعة المدرسة في School Lane، إلى أواخر القرن السابع عشر ولها باب من خشب البلوط مرصع في جانب المنزل.   يعود تاريخ مزرعة واليس، الواقعة على طول شارع المدرسة، إلى عام 1782.  مزرعة شجرة الطقسوس، أحد أقدم المباني في المنطقة، عبارة عن مزرعة مبنية على طراز الكروك، وهو ما يوجد عدد قليل جدًا منه في شمال سومرست. تم تضمينه في مشروع التأريخ الشجري الذي نفذته مجموعة أبحاث بناء سومرست العامية 1996-1998، وقد تم تغيير المنزل على نطاق واسع وإضافة أجزاء إليه على مدى قرون لاحقة. كما أن مزرعة نورث هيل لها أصول تعود إلى القرن الخامس عشر. يعود تاريخ مزرعة Paganshill إلى القرن السابع عشر. يعود تاريخ مزرعة Fairseat Farmhouse إلى القرن الثامن عشر، وهي تتضمن لوحة تسجيلية تشير إلى أن جون ويسلي ألقى عظته في المنزل في 10 سبتمبر 1790. في أغسطس من ذلك العام، تم تسجيل مزرعة فيرسات ضمن سجلات هذه المقاطعة باعتبارها منزلًا مخصصًا لعبادة الله والممارسة الدينية للمعارضين البروتستانت. في ذلك الوقت، كان المنزل مملوكًا لآنا ماريا جريفون. يوجد في الحديقة شجرة بلوط دائمة الخضرة كبيرة الحجم ( Ilex ) يبلغ طولها 98 قدم (30 م) حتى انفصل نصفها في عاصفة عام 1976.

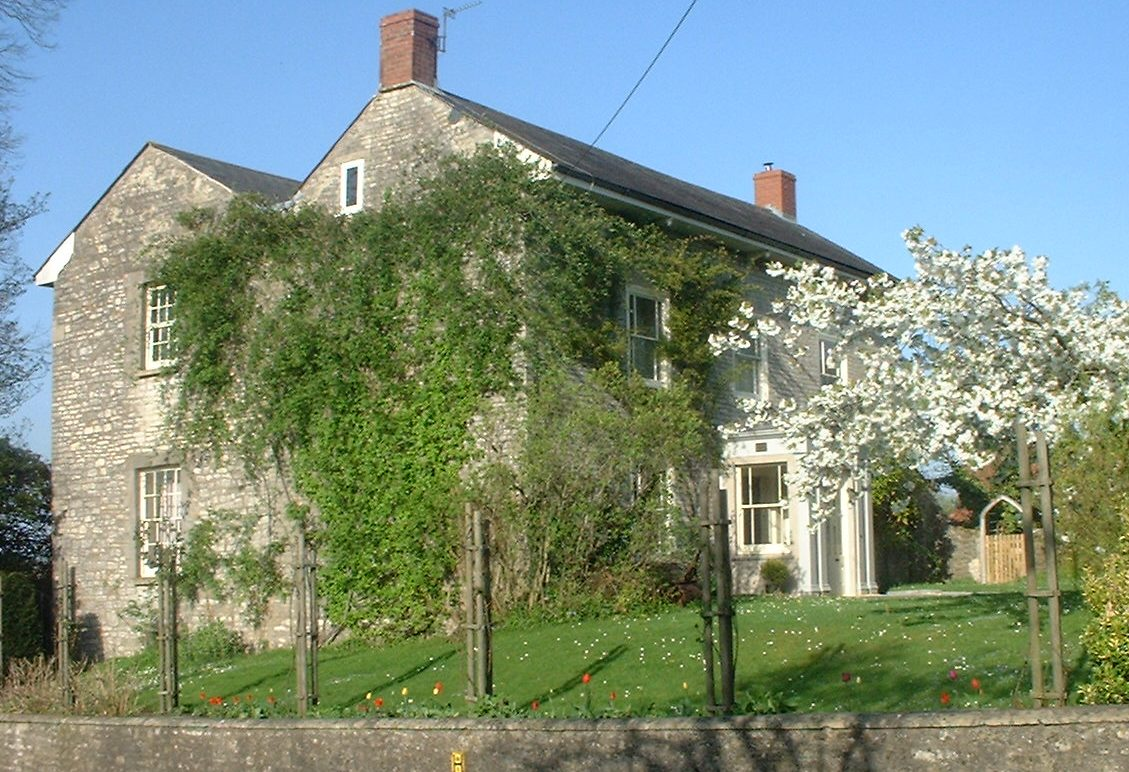
مزرعة فيرسات

تم بناء الكنيسة الميثودية في عامي 1815/1816 بعد إنشاء الخدمات الدينية في مزرعة فيرسيت، وتم إعادة بناء الكنيسة في أواخر القرن التاسع عشر بجدران من الحجر الجيري مع حشوات حجرية وسقف مائل من الأردواز مع أكوام من الطوب وخطوط مسننة.
في قرية ستوك فيليس، التي تقع جنوب القرية الرئيسية، يوجد معلم تاريخي يعود للقرن التاسع عشر مكتوب عليه "8 "أميال إلى بريستول" التي لها أيضًا حالة مدرجة.

## تعليم
تخدم مدرسة Chew Stoke الابتدائية التطوعية التابعة لكنيسة إنجلترا القرية نفسها والقرى المحيطة في وادي Chew إنها مدرسة تطوعية تابعة لكنيسة إنجلترا ومرتبطة بكنيسة أبرشية القديس أندرو. ويبلغ عدد طلابها حوالي 170 طالبًا تتراوح أعمارهم بين 4 و11 عامًا. بعد سن الحادية عشرة، يلتحق معظم التلاميذ بمدرسة تشيو فالي.
تأسست المدرسة كمؤسسة خيرية في عام 1718 مما يجعلها واحدة من أقدم المدارس في سومرست. تم هدم مبانيها الأصلية في عام 1858 واستبدالها بمباني جديدة وفقًا لتصميمات SB Gabriel والتي أصبحت الآن مدرجة في الدرجة الثانية. تم التبرع بجرس المدرسة من قبل عائلة بيلبي من مؤسسي الأجراس في القرية. تم بناء فصول دراسية إضافية في عام 1926، وتم إجراء المزيد من التعديلات والتوسعات في أعوام 1970 و1995 و2001.
في يوليو 2018، احتفلت المدرسة بعيد ميلادها الـ300 مما يجعلها واحدة من أقدم المدارس الحكومية في إنجلترا. أقيمت خدمة في كنيسة القديس أندرو بقيادة أسقف تاونتون - القس روث وورسلي ، وتبع ذلك حفل شاي في المدرسة، وزرع كبسولة زمنية.

## روابط خارجية
- ‌ www.chewstoke.org.uk